# Моріс Фішберг
Моріс (Єгуда-Мордхе) Фішберг (англ. Maurice Fishberg; 16 серпня 1872, Кам'янець-Подільський, нині Хмельницької області — 30 серпня 1934, Нью-Йорк) — американський лікар, антрополог єврейського походження. Член Американської національної Академії наук (в 1909—1911 роках — її віце-президент).

## Біографія
Від 1889 року жив у США. 1897 року закінчив медичний факультет Нью-Йоркського університету, після чого працював лікарем у Нью-Йорку. 1905 року як консультант з антропології Комітету Конгресу США з еміграції працював в Європі, вивчаючи деякі аспекти проблеми еміграції. Упродовж багатьох років був головним лікарем туберкульозного шпиталю Монтефіоре і туберкульозного санаторію Бедфорда, одночасно професором клінічної медицини в Нью-Йоркському університеті та медичному коледжі госпіталю Бельв'ю (1915—1928).

## Наукова діяльність
Фішберг одним із перших у США застосував пневмоторакс для лікування легеневого туберкульозу. Автор монографії «Туберкульоз легень» (1916; 4-е видання — 1932), багатьох статей з медицини й антропології для «Єврейської енциклопедії» (1902—1909), а також для популярних видань.
У працях, присвячених антропології східно-європейських і північно-африканських євреїв (1905), расовим ознакам євреїв та їхньому довкіллю (1910, 1912), дійшов висновку про наявність у сучасних євреїв гетерогенних антропологічних елементів.

## Основні праці
- «Здоров'я та санітарія іммігрантського єврейського населення Нью-Йорка» (Нью-Йорк, 1902),
- «Фізична антропологія євреїв» (Ланкастер, 1902),
- «Матеріали для фізичної антропології східноєвропейських євреїв» (Нью-Йорк, 1905),
- «Євреї Північної Африки» (Нью-Йорк, 1906),
- «Туберкульоз серед євреїв» (Нью-Йорк, 1908),
- «Євреї: раса і оточення» (1911),
- «Расові ознаки євреїв» (Мюнхен, 1913).